# Mozaika

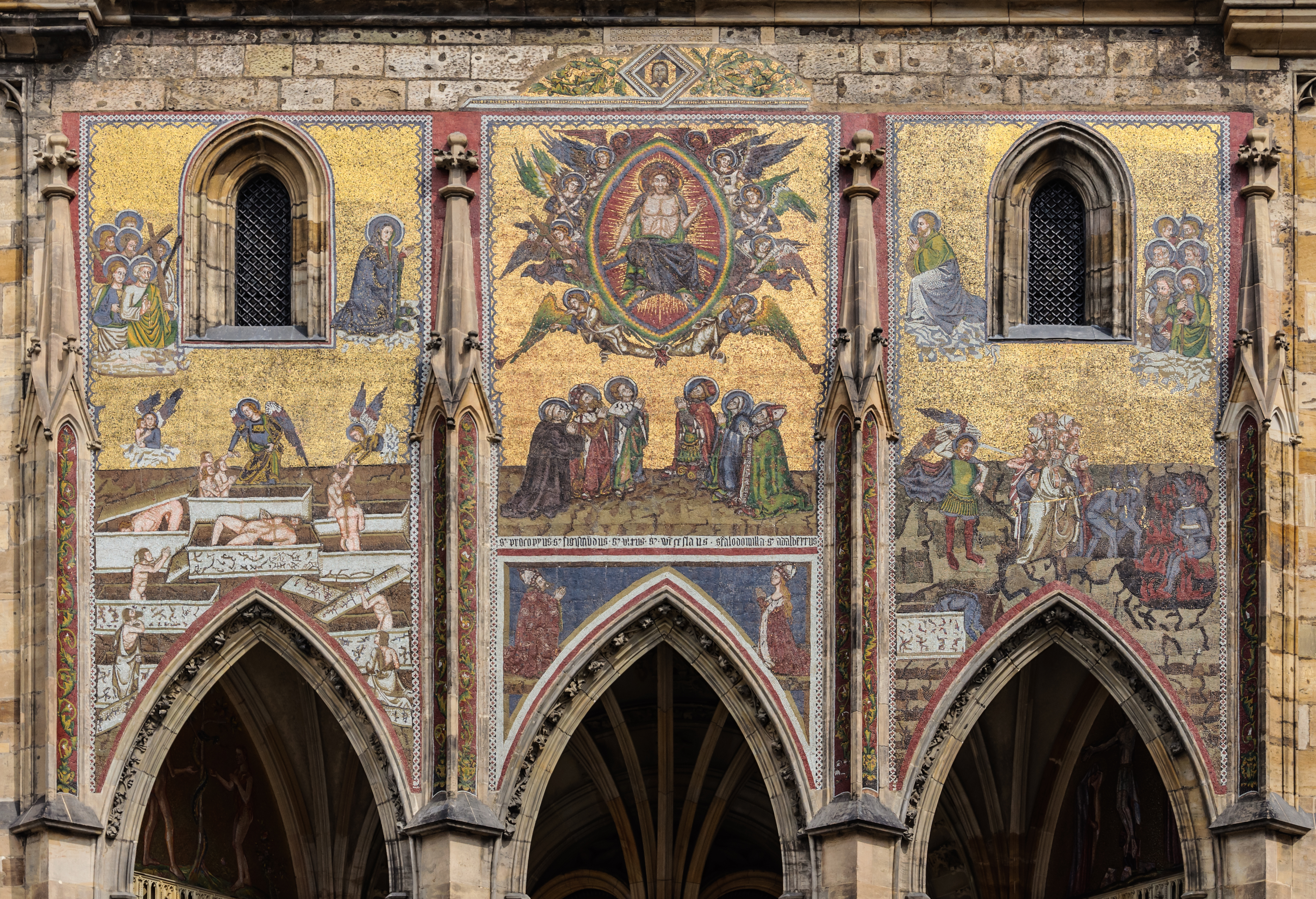
Skleněná mozaika Poslední soud na Zlaté bráně katedrály sv. Víta (1372)

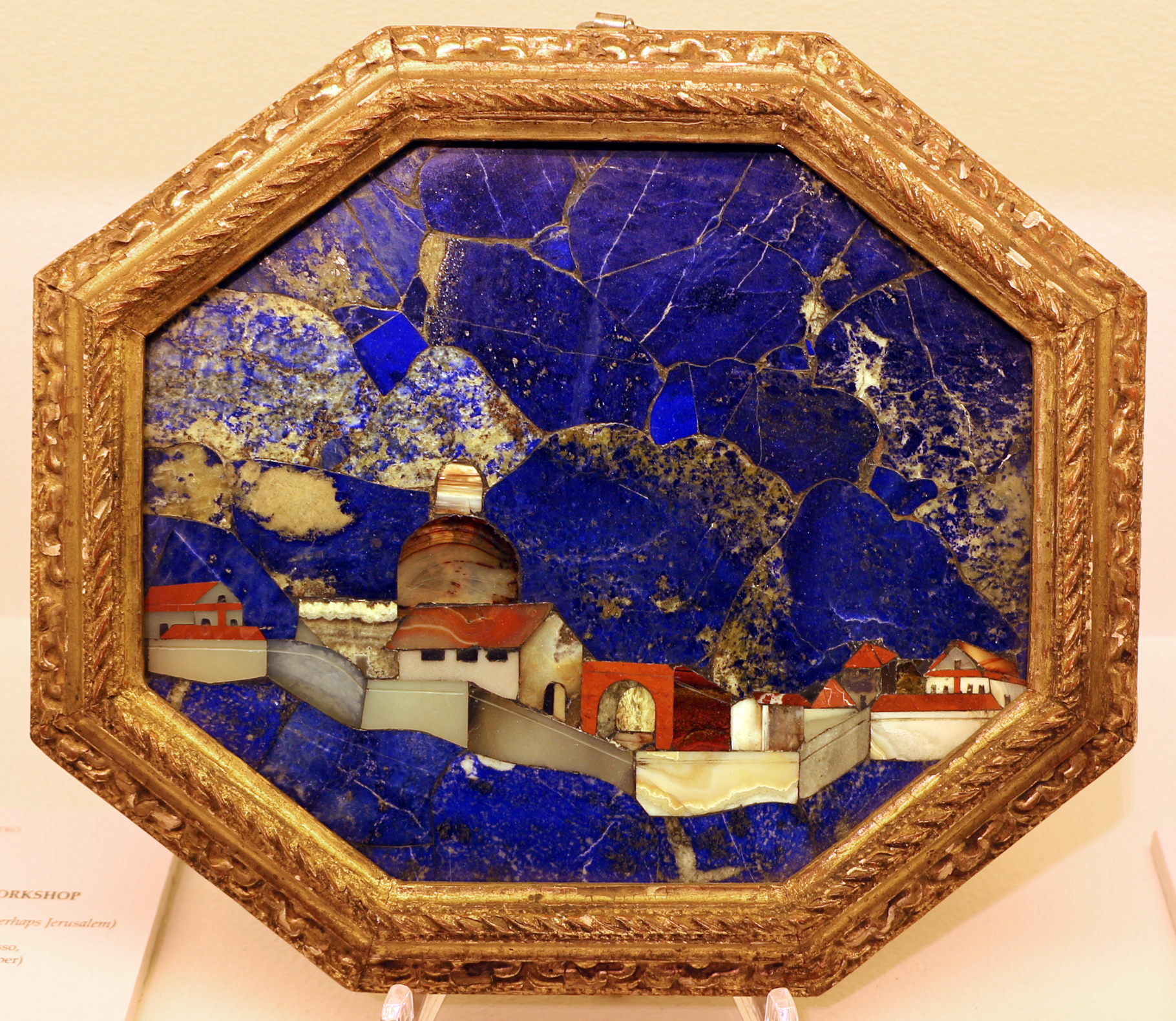
Giovanni Castrucci: Ideální město Nebeský Jeruzalém, Praha kolem 1610

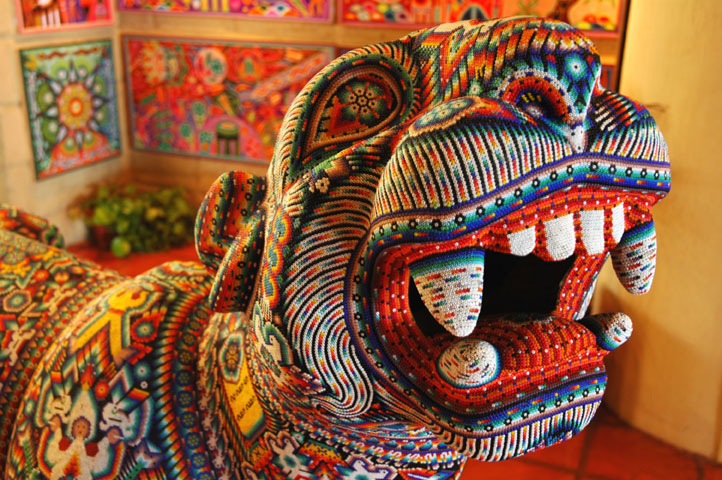
Jaguár z Huičolu, střední Mexiko, 18.-19. století

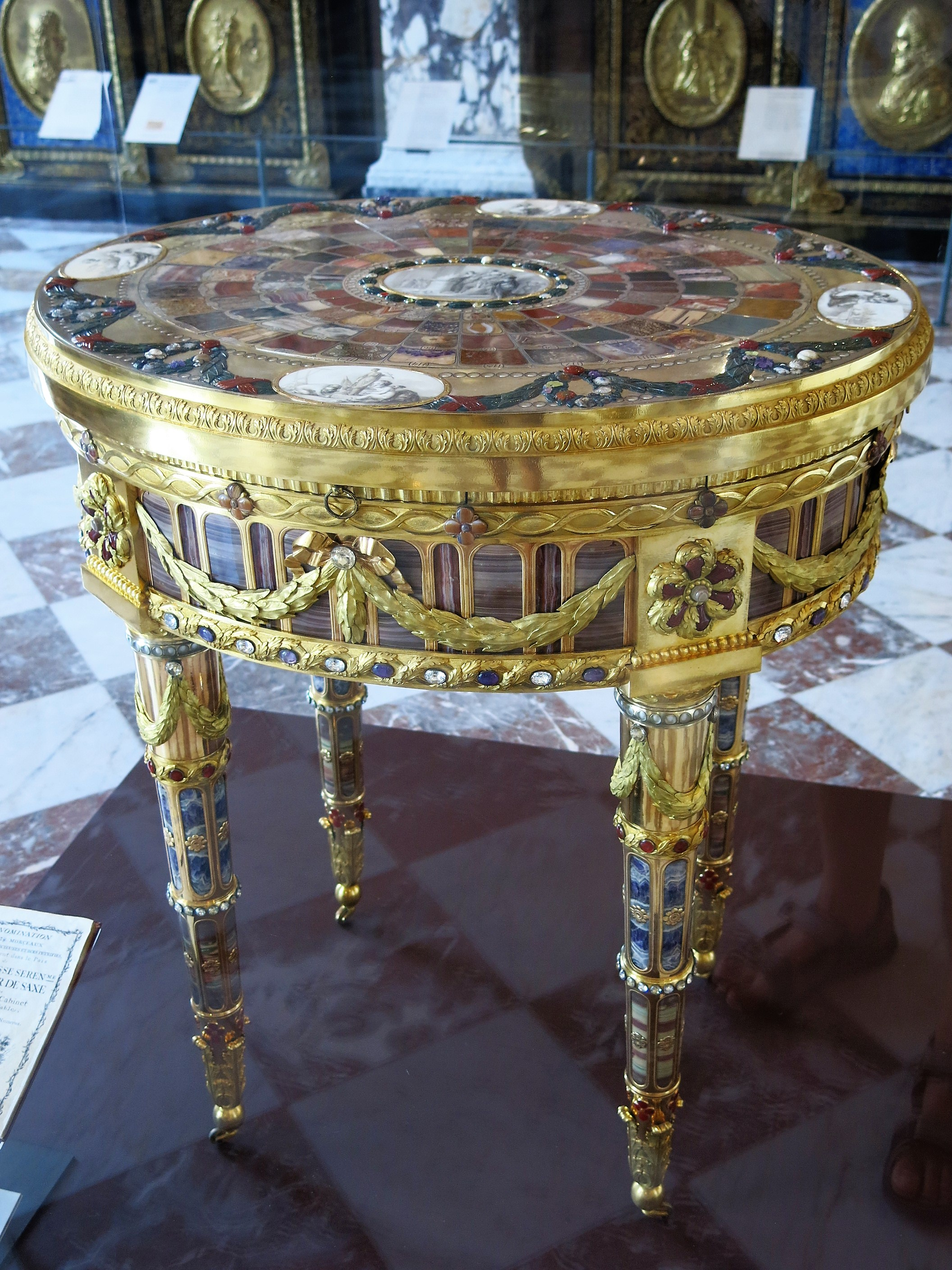
Johann Christian Neuber: Těšínský stůl, asi 1780, Drážďany

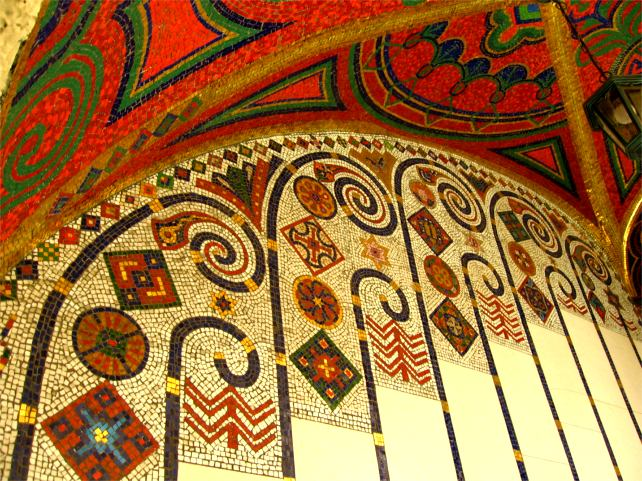
Anton Hanak, Vila Primavesi, 1918, Olomouc

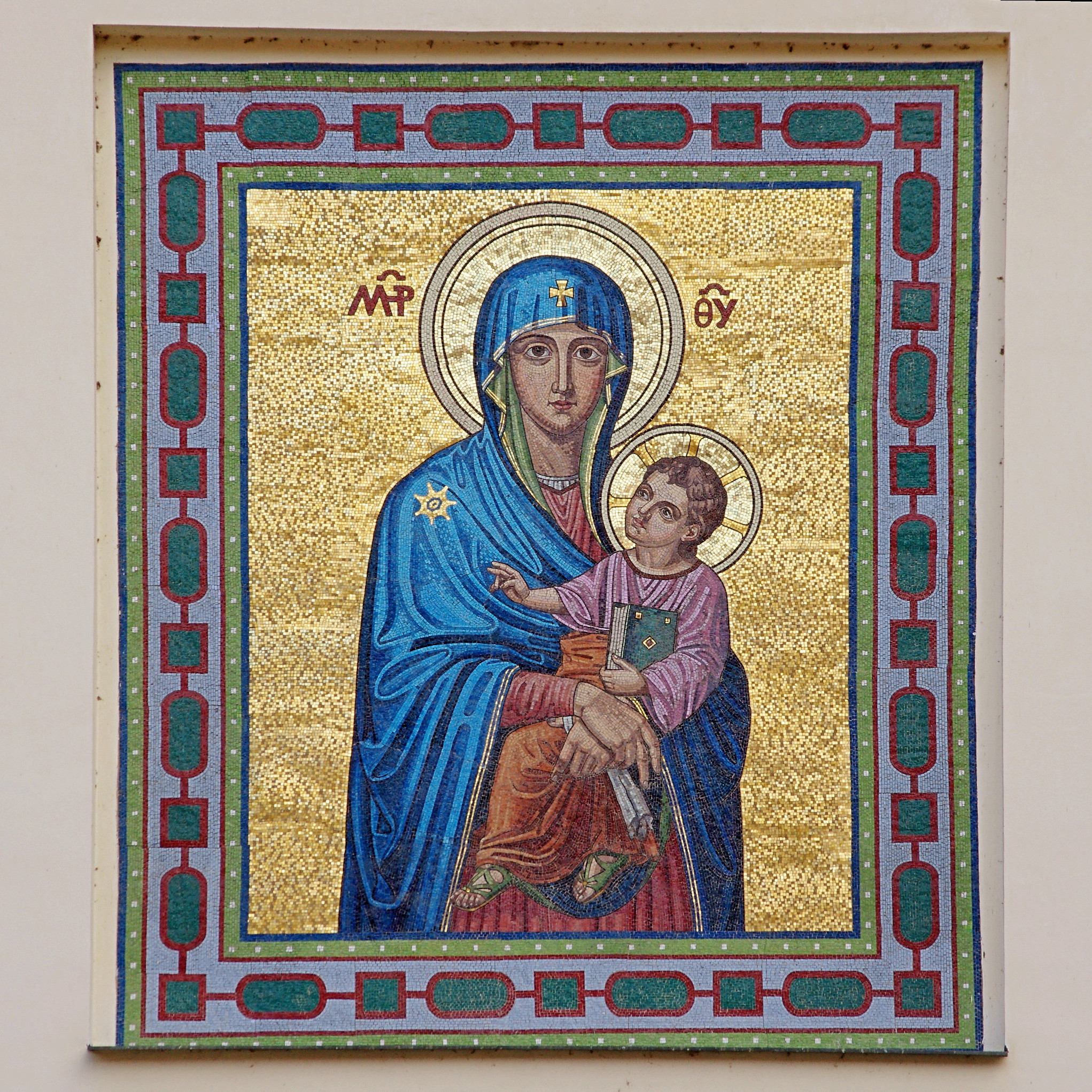
Viktor Foerster: Panna Marie Sněžná, na západním průčelí kostela P.M. Sněžné v Praze

Mozaika (opus musivum, „věnované múzám“) je plošná výzdoba, ornamentální nebo figurální, sestavená z drobných různobarevných kostiček, kolíčků nebo destiček z kamene, keramiky, nebo skla. Upevňují do měkké omítky nebo tmelu.

## Materiály a technika
Základním prvkem je čtyřboká kostička, zpravidla hranolek, nazývaný tessera (mn. č. tesserae ze starořečtiny) nebo destička různých tvarů, a to z kamene, keramiky, organických materiálů (mušle, dřevo), později z barevného skla, někdy podloženého zlatou fólií. Upevňují do měkké omítky nebo tmelu. Povrch nástěnných a nástropních mozaik bývá voskován.

## Historie

### Starověk
Počátky kamenné mozaiky bývají spatřovány v jižní Mezopotámii (Sumeru) a datují se do poloviny 4. tisíciletí před naším letopočtem. Z dochovaných celků to dokumentuje obklad stěn a polosloupů kamennými kolíčky (válečky ) z kaple královského paláce v Uruku, převezené do Pergamonského muzea v Berlíně. Technika se rozvíjela zejména v antickém Řecku od 6. století př. n. l. (například na podlahách a stěnách paláce krále Kassandra v makedonské Pelle z konce 3. století př. n. l.) a v mnoha provinciích Říma v helénském období od 1. do 4. století. Užívaly se kamenné mozaiky z kaménků malého formátu, zejména k výzdobě podlah (např. v Pompejích, a Herculaneu nebo v tuniském Bardu), také k obkladům stěn v interiérech, například v Hadriánově vile v Tivoli (např. Villa Romana del Casale nedaleko Piazza Armerina na Sicílii).

### Středověk
Monumentální sloh skleněné figurální mozaiky se vyhranil na stěnách a klenbách starokřesťanských bazilik v Římě (např. v chrámě Santa Prassede), v Jeruzalémě, v Betlémě a byzantských chrámů z 5. a 6. století, odkud se dostal i do italské Ravenny. Od 12. století se mozaiky šířily na Sicílii, kde je do paláců a chrámů dodávali mozaikáři císařských dílen Nobiles officinae (Palermo, Cefalù, aj.).
Skleněné mozaikové hranolky a kolíčky se nejdříve vyráběly na benátském ostrově Torcellu, a to od 7. až 8. století a ve 13. století se výrazně uplatnily ve výzdobě baziliky sv. Marka. V klimaticky méně příhodných podmínkách se výjimečně uplatnila exteriérová mozaika za Karla IV. na Zlaté bráně pražské katedrály, pro niž byli povolání benátští mozaikáři. 

### Renesance
V Evropě se objevila nová technika řezání a skládání destiček z pestrobarevných mramorů a polodrahokamů různých tvarů, nazvaná podle místa původu Florentská mozaika. Destičky se řezaly pilkou. Tamní dílna, nazvaná Opificio delle pietre dure je činná dodnes. Založila ji rodina Castrucciů. Dva její členové Cosimo a Giovanni Castrucciové pracovali na dvoře císaře Rudolfa II. v Praze. Zhotovovali závěsné destičky s podobiznami, desky stolů, či obklady dvířek kabinetů. Některé mozaiky byly krajinným pozadím pro figurální malbu. V reliéfech a ve šperku tuto techniku zdokonalila milánská rodina Miseroniů.
Arabské mozaiky s motivy islámského geometrického dekoru a nápisy se prováděly často z glazovaných keramických dlaždic i miniaturních dlaždiček a rozšířily se od střední Asie (Buchara, Samarkand), přes Sýrii a Palestinu (Damašek, Jeruzalém) až po maurské oblasti Španělska.
V kultuře Aztéků a Mixtéků se tradice středoamerické mozaiky zrodila koncem středověku. Vzácně dochované oblé tvary má pohřební maska boha ohně Huehuetotla z hrubě sekaných tyrkysů s perleťovýma očima a kostěnými zuby, datovaná do let 1400-1520, jindy bývá tyrkysovou mozaikou obložená lidská lebka, uctívaná při svátcích zemřelých.. V Mexiku tuto techniku převzali Huičolové od raného 17. století, v etnografickém provedení existuje dosud. Běžné podlahové mozaiky se vyskytují v kulturách celého světa.

### Odbarokakeklasicismu
Tradice italské mozaiky pokračovala v Římě i v dalších městech. Znalosti florentské mozaiky převzali mozaikáři v dalších zemích, francouzští marketéři královského dvora a němečtí marketéři v Augsburgu, také Španělé v Madridu. Zhotovovali zejména kabinety a stolky s vykládanou deskou v bronzovém rámu. V období osvícenství vyvolal zájem o mineralogii tvorbu mozaikových vzorníků, často řazených do šachovnice nebo do kruhu a zdobících široký sortiment výrobků od stolních desek až po víčka krabiček (specialistou byl například saský mistr Johann Christian Neuber..   

### Historismus,secesea moderna
V 19. a v 1. třetině 20. století byla oblíbená figurální mozaika fasádách a stěnách chrámů, veřejných budov, obytných domů i na hrobkách. K zakladatelům obnovené výtvarné techniky patřila v Rakousko-Uhersku velká firma Luigi Solerti v Innsbrucku, jejíž mozaicista Albert Neuhauser vytvořil v Praze například podle předloh Františka Urbana mozaiky na fasádě Živnobanky nebo bývalé Pražské městské pojišťovny na Staroměstském náměstí 6. V téže době se v Praze etablovala italská kamenická firma Giovanni Ciani. Vídeňské umělecké dílny Wiener Werkstätte prováděly mnohé mozaiky v době secese a rané moderny. Uplatnili se také čeští návrháři (jako Anton Hanak) a mozaicisté Viktor Foerster (1867–1915), Marie Foersterová nebo Jan Tumpach (1883–1937), kteří většinou pracovali podle předloh významných malířů (v Thunovské kapli a v kapli Bartoňů z Dobenína katedrály sv. Víta v Praze mozaiky navrhl František Kysela, který jako pedagog na Uměleckoprůmyslové škole v Praze zavedl studium mozaiky. K jeho žákům patřili v Olomouci Karel Svolinský). V roce 1937 získali Jan Nušl s Antonínem Heythumem a Antonínem Procházkou stříbrnou medaili za mozaiky na Světové výstavě v Paříži. Mezinárodním úspěchem byla skleněná mozaika Josefa Kaplického a obklady Československého pavilonu na Světové výstavě v Bruselu roku 1958 z jantarového skla.

### Socialistický realismus
Během šedesátých a sedmdesátých let byly mozaiky, zejména skleněné, běžnou „drobnou“ výzdobou veřejného prostoru, stejně jako obklady stěn ze stejného materiálu. Realizací výtvarných aplikací mozaik na základě autorských grafických návrhů a rozkresů se nejvíce zabývala mozaikářská dílna Ústředí uměleckých řemesel (ÚUŘ). Tím se tato technologie zpřístupnila širokému okruhu grafiků a malířů, zejména absolventů ateliérů malby VŠUP. Sedmdesátá a osmdesátá léta 20. století v Československu přinesla spoustu zakázek na mozaiky ve veřejném prostoru nejen z prefabrikované mozaiky „mačkané“ ze skleněných mačkárenských tyčí, klasické štípané „pasta vetro“ či lisované ze sleněné frity a vypalované, ale i ze štípaného kamene - jako interpretace abstraktní grafiky, ale i figurální s různými náměty, ne vždy ve stylu „socialistického realismu“. 
Pro pražské stanice metra byly vytvořeny velkoformátové kompozice, po roce 1989 zakryté. Pro stanici Sokolovská na trase C (nyní Florenc) vytvořil profesor AVU Sauro Ballardini za spolupráce Oldřicha Oplta v roce 1974 kamennou mozaiku Bitva o Sokolovo. Pro stanici Moskevská na trase B (nyní Anděl) byla ze Sovětského svazu dovezena dvojdílná mozaika s tematikou symbolů komunismu (Dělník a kolchoznice, Kreml), sestavená z různobarevných mramorových desek velkého formátu. Radomír Kolář vytvořil roku 1981 v bývalém kulturním domě sovětské armády v Milovicích kamennou figurální mozaiku Přátelství ČSSR a SSSR. Největší mozaika v Evropě, o ploše 450 metrů čtverečních, z roku 1985, se nachází vedle vchodu do magistrátu Ústí nad Labem z Mírového náměstí (budova někdejšího krajského národního výboru). Autorem je Miroslav Houra (1933-2006). Symbolicky, lapidárními zkratkami figur v duchu civilismu, znázorňuje vývoj severních Čech.
Výrobou materiálu pro štípanou skleněnou mozaiku se zabývala škrdlovická sklárna ÚUŘ, Jablonecká sklárna v Lučanech a tavírna mozaikového skla v mozaikářské dílně ÚUŘ. Výrobou polotovarů mačkané mozaiky se věnoval malosériově národní podnik Železnobrodské sklo - existoval zde Kopalův mačkací stroj (ruční výroba). Rotačně mačkaná mozaika se začala vyrábět v roce 1965 v provozovně Brusíren kamenů národního podniku Preciosa v Turnově na tzv. Maturově mačkacím stroji (poloautomatická výroba). Litá mozaika se vyráběla od roku 1967 v Jabloneckých sklárnách v Desné. Lisované a vypalované dílky ze sleněné frity (viz také sintrovaná, slinovaná mozaika) se vyráběly v Jablonci nad Nisou. Skleněné mačkárenské tyče jako polotovar dodnes vyrábí Preciosa Ornela v Desné.

### Současnost
V současné době se mozaikou zabývá jen málo výtvarníků, neboť se jedná o materiálově náročnou technologii s potřebou navazující hutě na sesazování vhodné probarvené transparentní i opaktní skloviny a dílenské sklářské výroby primárního materiálu. To se vyplatí pouze ve velkých sériích jednotlivých jemných odstínů barev a při dostatku zakázek, většinou pro veřejný prostor. Těchto zakázek je dnes minimální množství, mačkací stroje byly mnohdy vyhozeny jako „nepotřebné“ a nebo dosloužily. K restaurování se používají „staré zásoby“. Vlastní autorské tvorbě štípané skleněné, keramické ale i kamenné mozaiky, jakož i restaurování historických, památkově chráněných mozaik se věnuje například restaurátorka a malířka Magdaléna Kracík Štorkánová.

## Mozaiková dlažba
- Mozaikovou dlažbu z drobných kaménků tří barev (černo-červeno-bílou), skládanou do ornamentů, rozvinuli italští kameníci rodiny Cosmati, kteří působili v Římě i v dalších městech severní a střední Itálie od 11. století do 13. století.
- Mozaiková dlažba z drobných kaménků geometrických tvarů a později z režné keramiky byla ve středověku typická pro chrámové podlahy klášterních kostelů řádu cisterciáků.
- Mozaikové obklady stěn či dlažba z pestrobarevně glazovaných různě tvarovaných keramických dlaždic se rozšířila v jižní a západní Evropě od pozdní renesance. V 19. století se přenesla také do koupelen a na chodby činžovních domů.
- Mozaiková dlažba z dlaždic většího formátu se od 19. století rozšířila také na chodníky ve městech. Nejčastější jsou čtvercové či obdélné kostky, nebo do sebe zapadající dlažební tvarovky tvořící zámkovou dlažbu.

## Mikromozaika
Tato speciální technika byla vyvinutá koncem 18. století ve Florencii s inspirací v antických vzorech. Praktikovala se zejména během 19. století také v Římě, ale k výrobě upomínkových předmětů slouží dosud. Užívají se miniaturní sekaná sklíčka pestrých barev o rozměrech 1-2 milimetry. Skládají se z nich plošky o velikosti od 1 x 1 cm do 10 x 5 cm, medailony šperků (prsteny, brože, náramky, náhrdelníky), destičky s náměty římských památek se aplikují na oltářní kříže, drobná dekorace zdobí náprsní křížky, suvenýry v podobě hudebních nástrojů (zvláště miniatury louten či kytar) nebo víčka krabiček. V literatuře jsou popsány různé technicky a regionálně odlišné druhy.

### Galerie

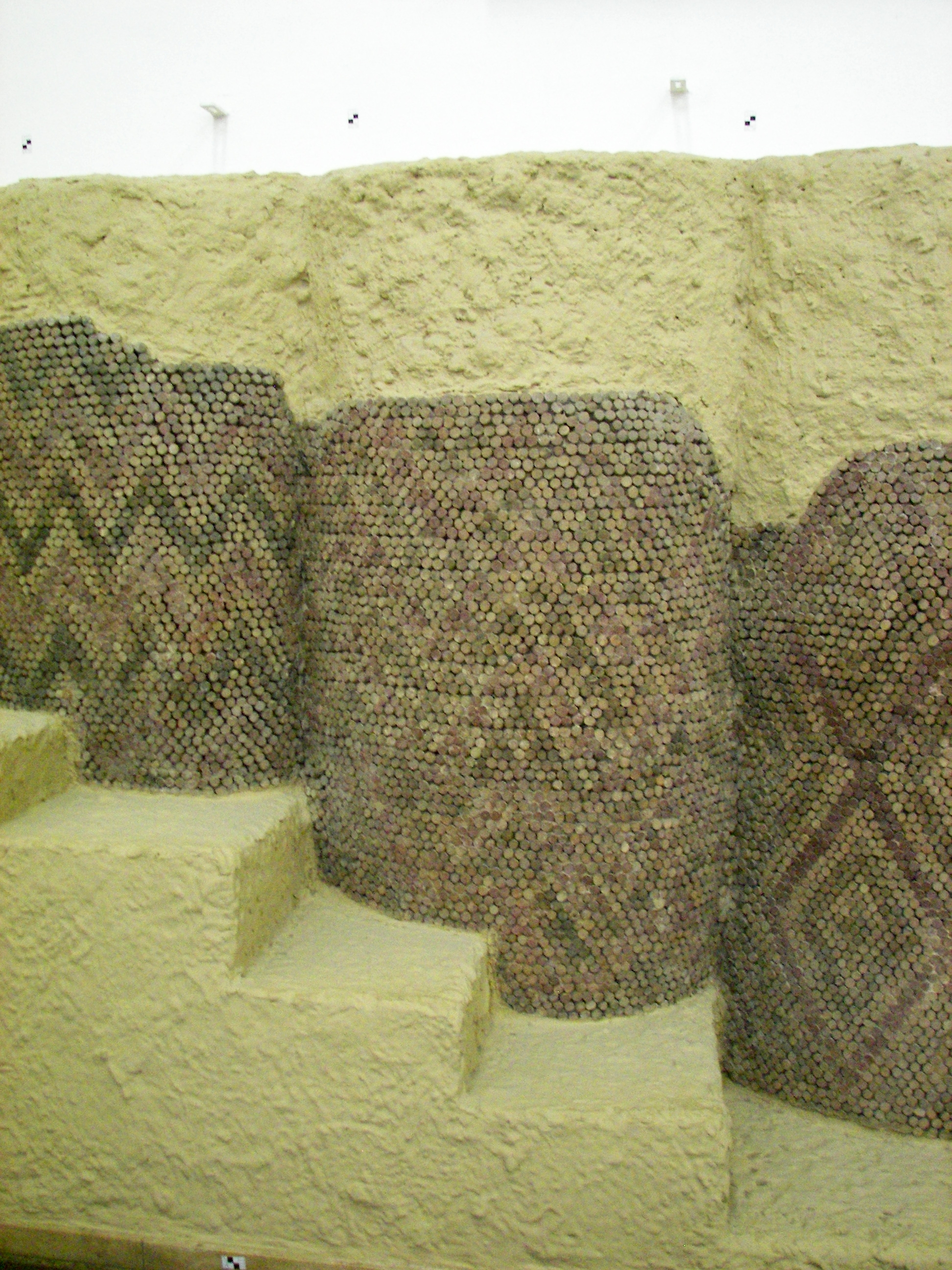
Uruk Mezopotámie, 4. tisíciletí př. n. l.
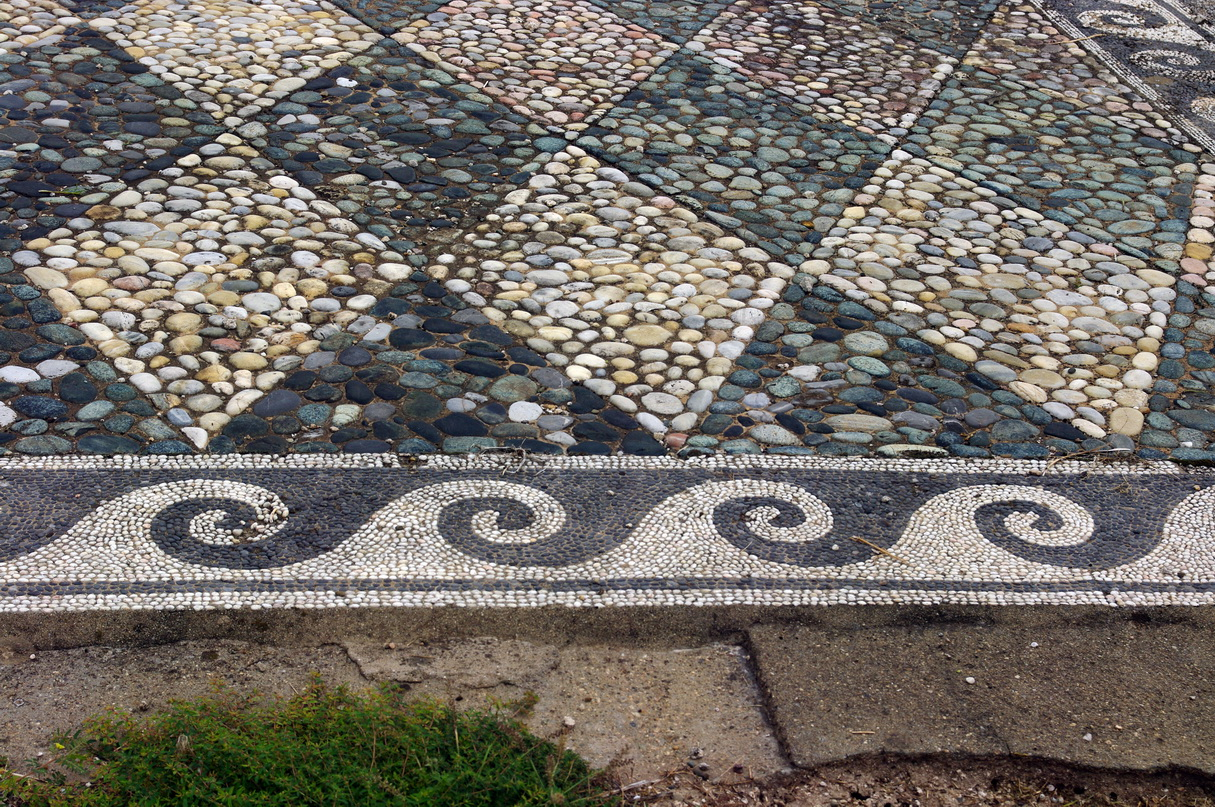
Oblázková mozaika, Pella, Makedonie, 3. stol. př. n. l.
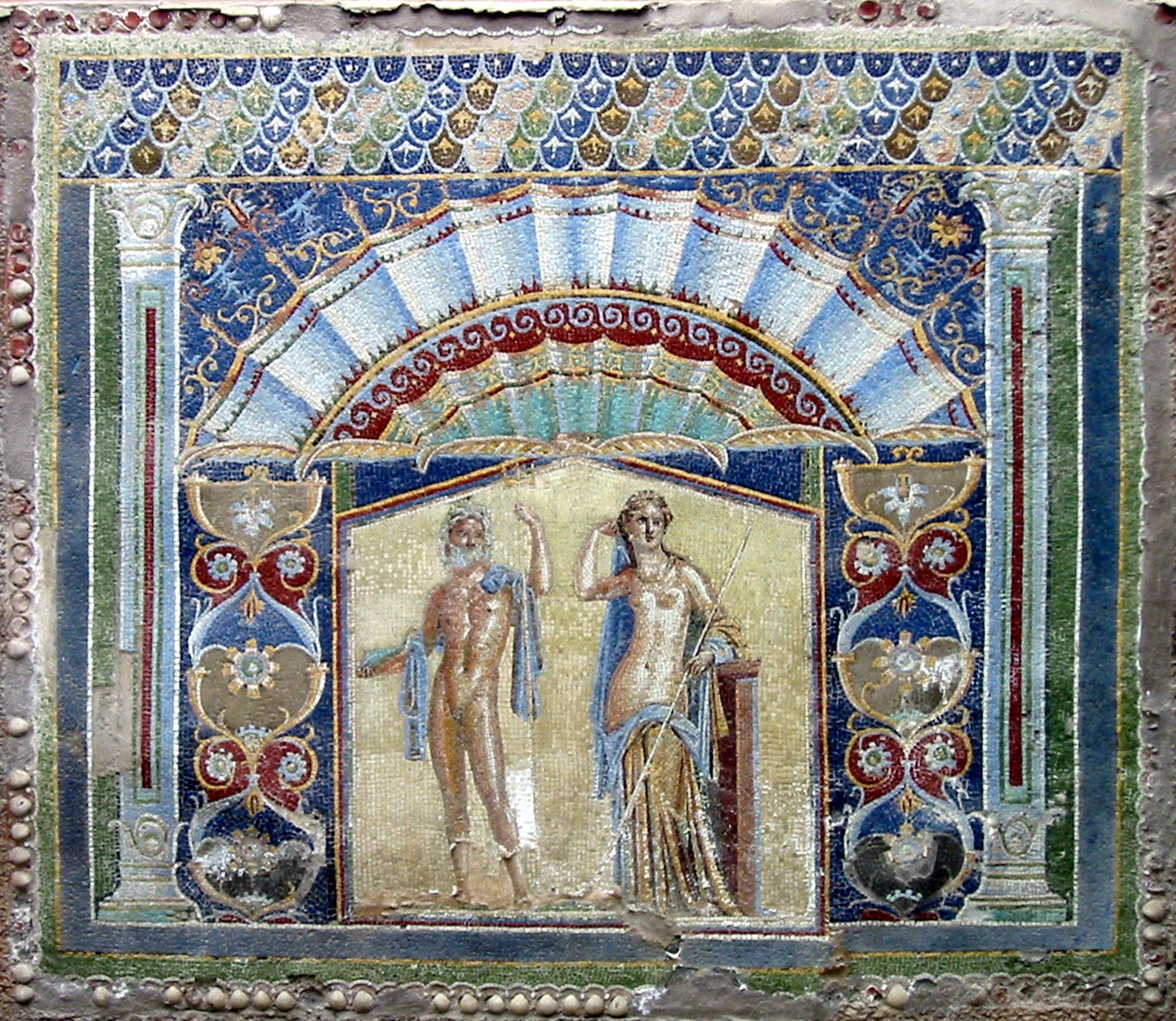
Neptun a Amfitrité Herculaneum, 1. století
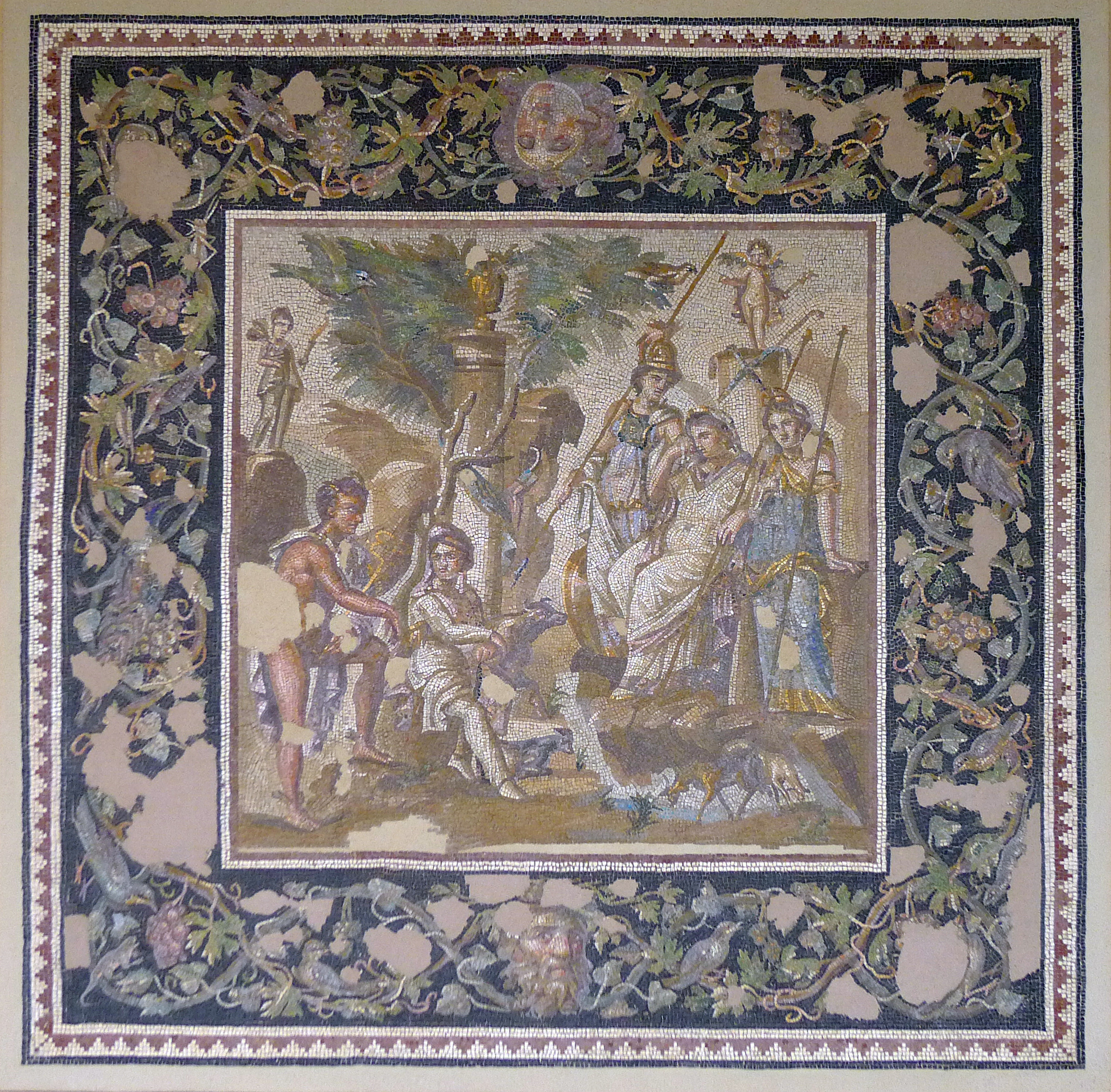
Paridův soud Antiochie, 2. století
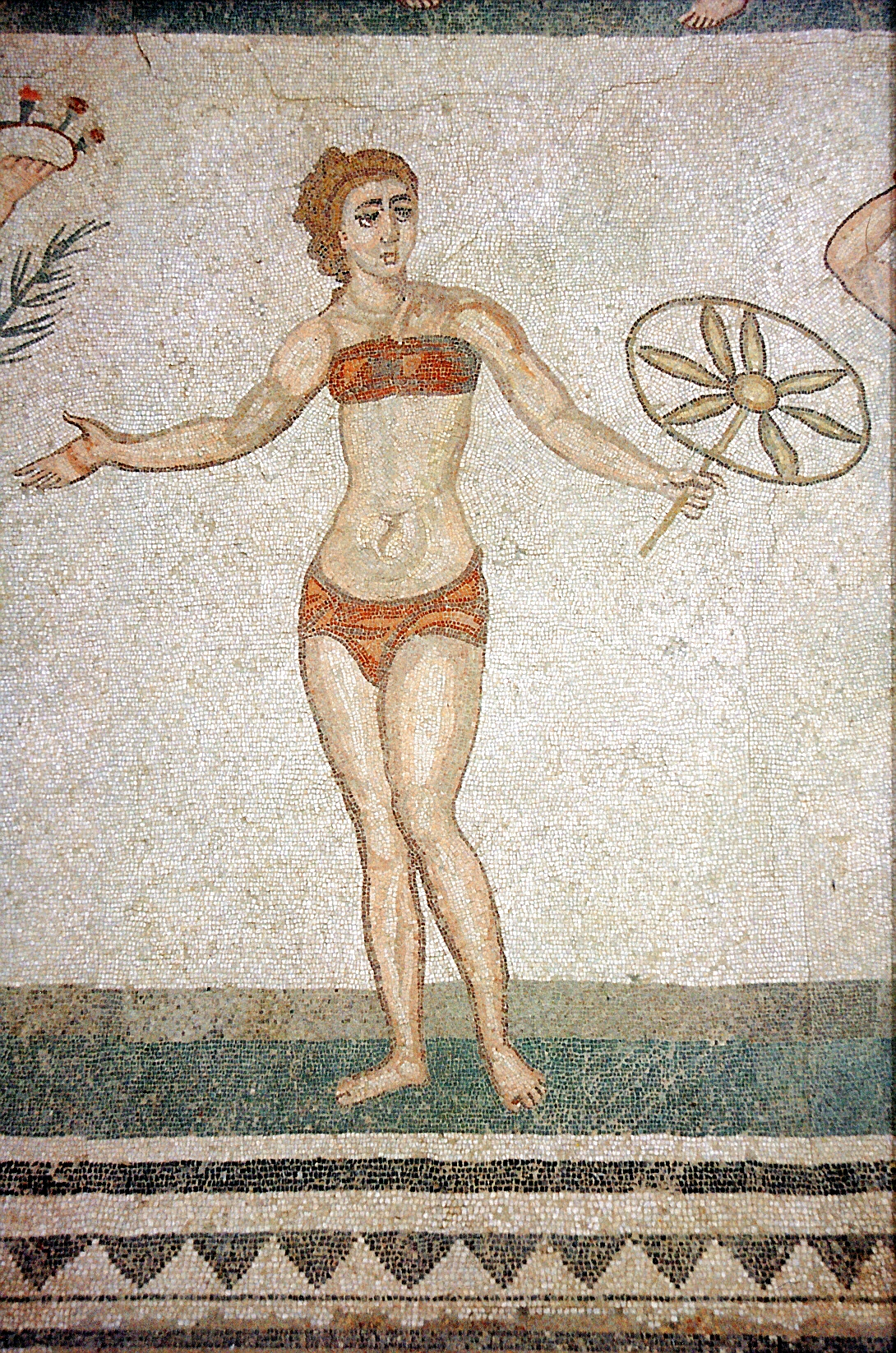
Sportovkyně (Villa Romana del Casale, 4. století
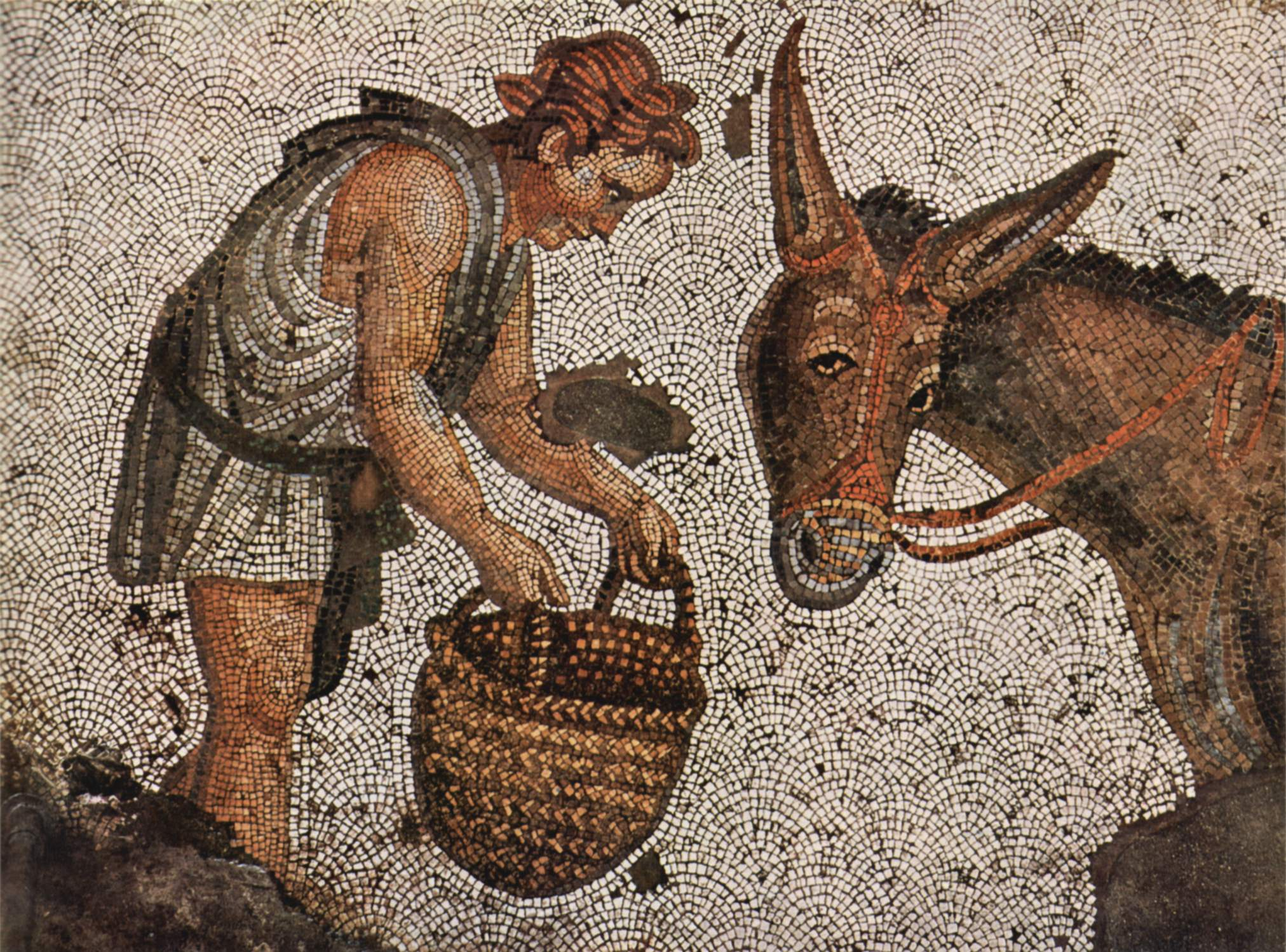
Císařský palác (Konstantinopol, 5. stol.
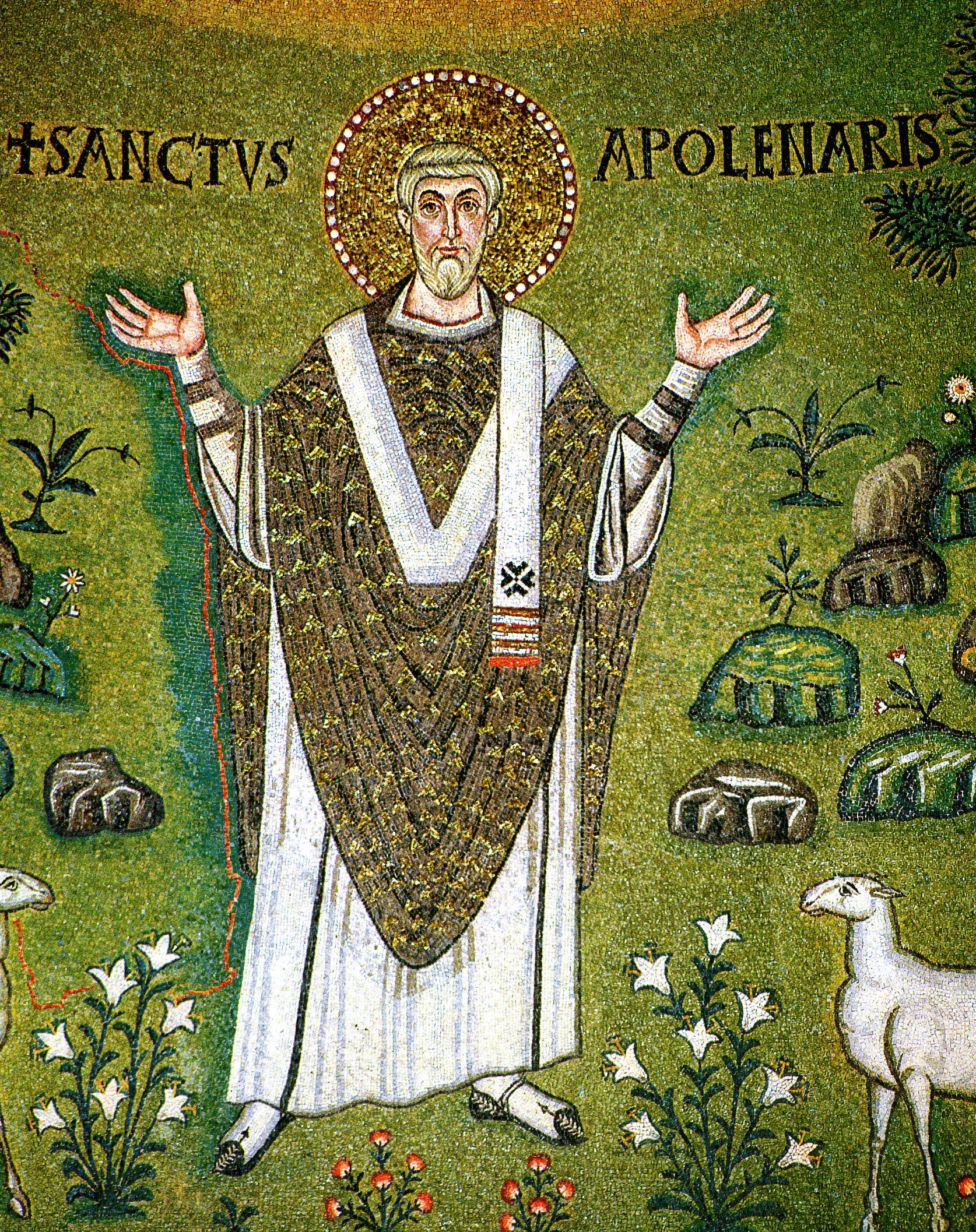
Sv. Apolinář, Ravenna, 6. stol.
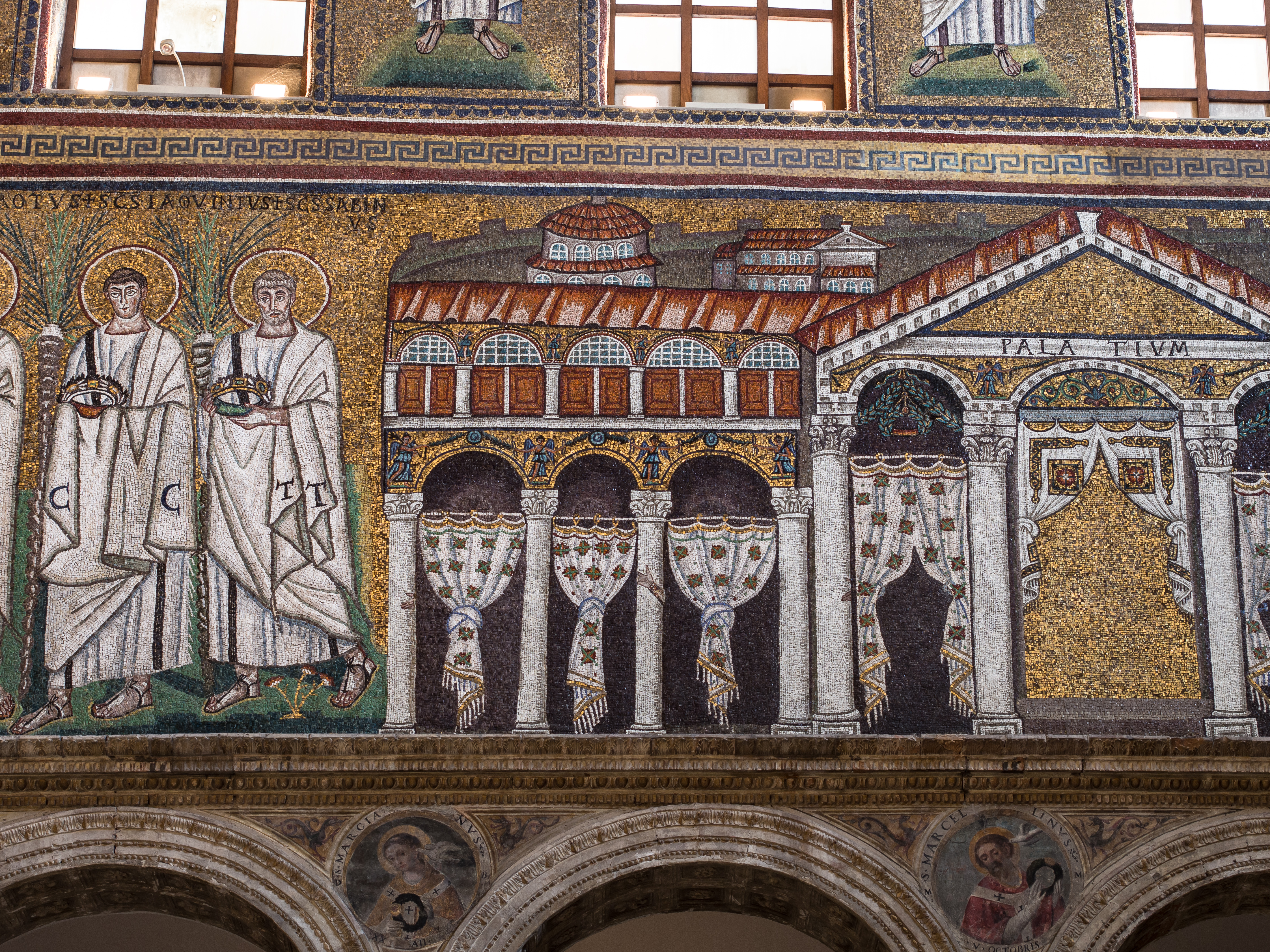
Mozaiky v chrámu San Apollinare nuovo, Ravenna, 6. stol.
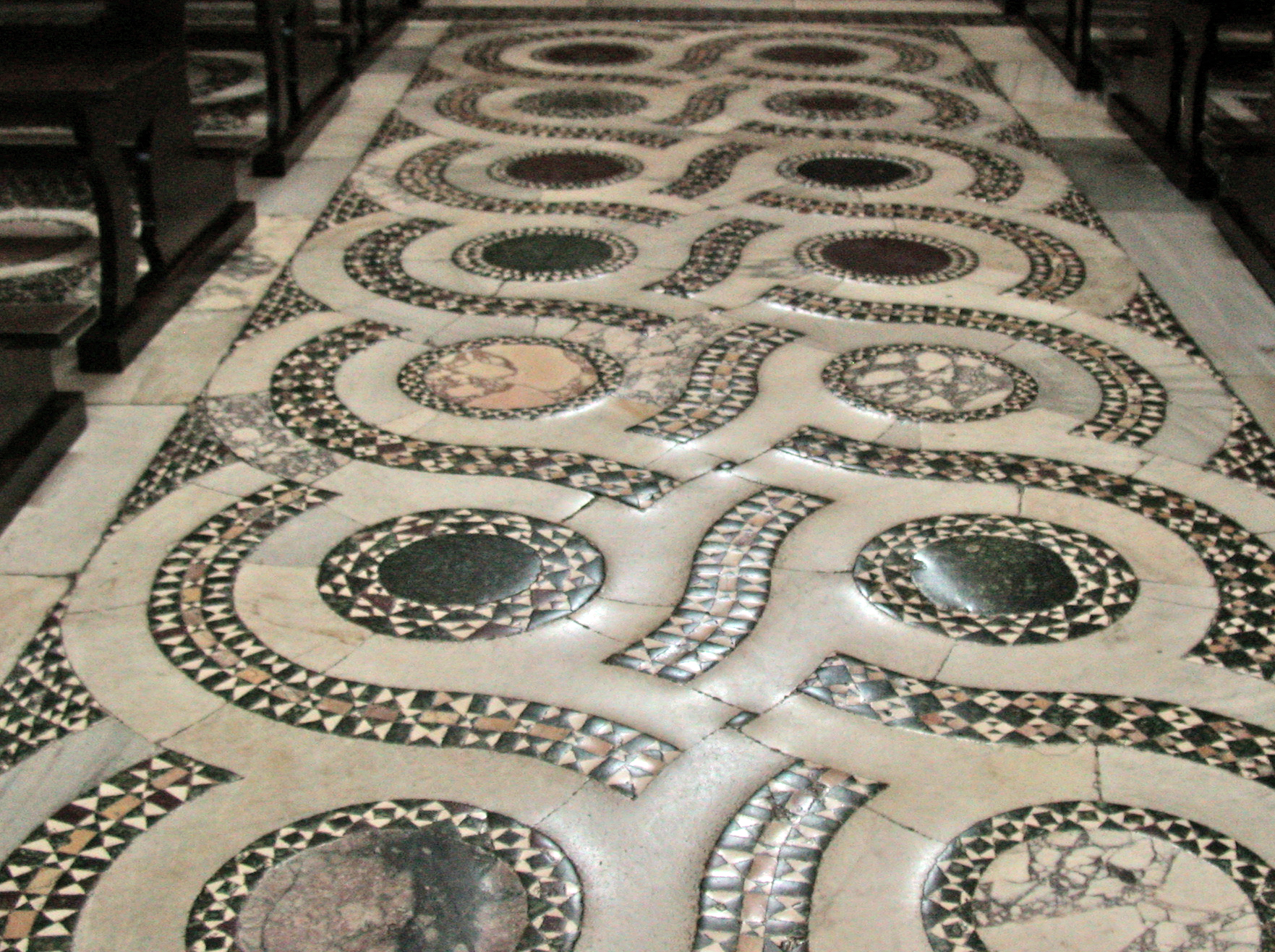
Dlažba katedrály v Terracině, Cosmati, kolem 1150
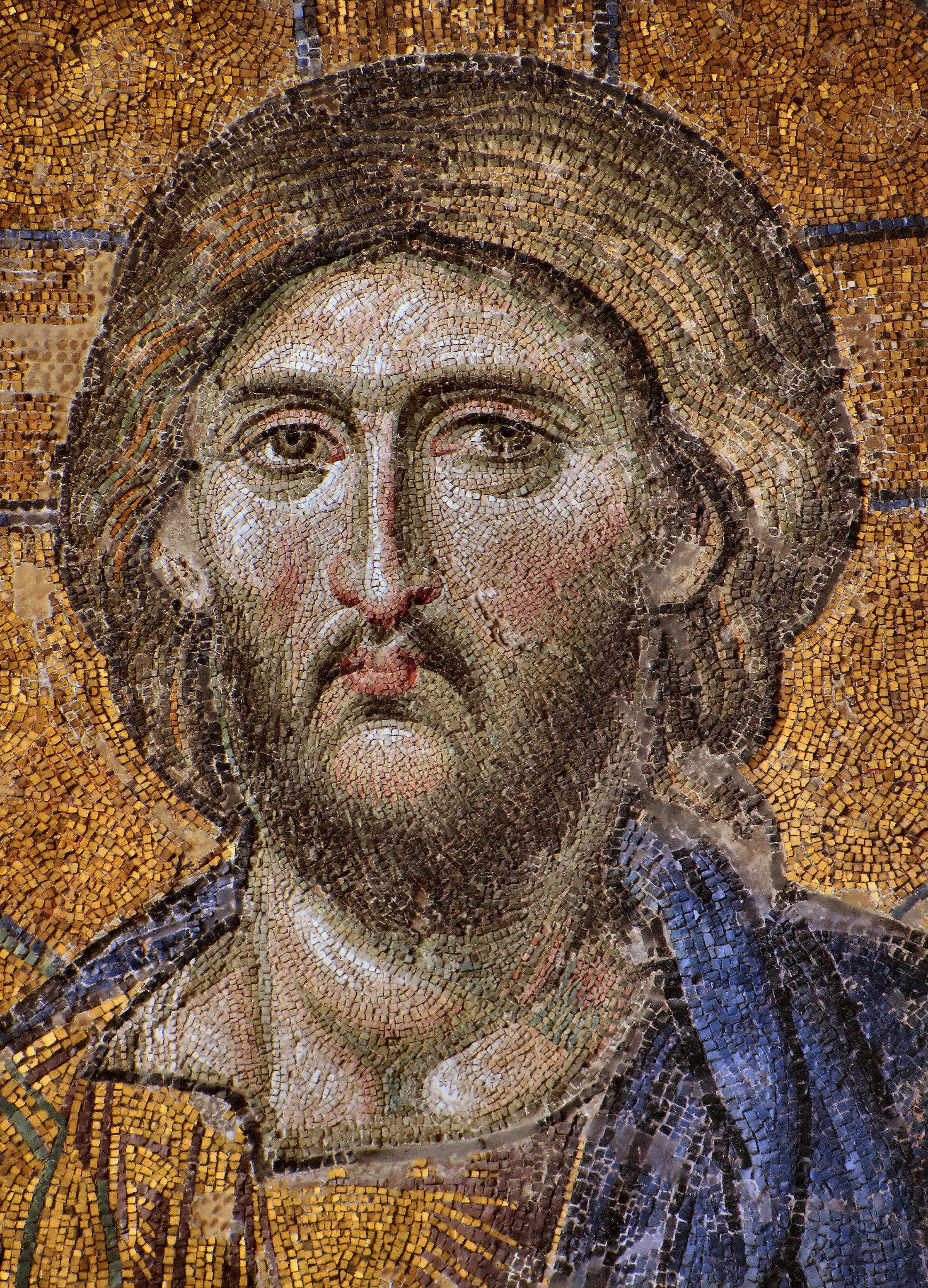
Hlava Krista, Hagia Sofia, Istanbul, 1261
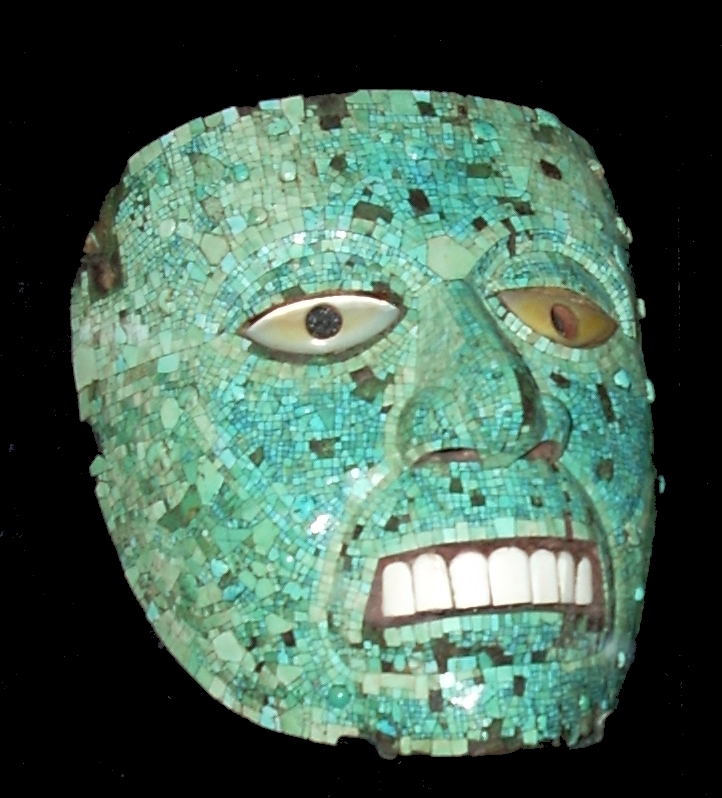
Maska Aztéků nebo Mixtéků, 15. století
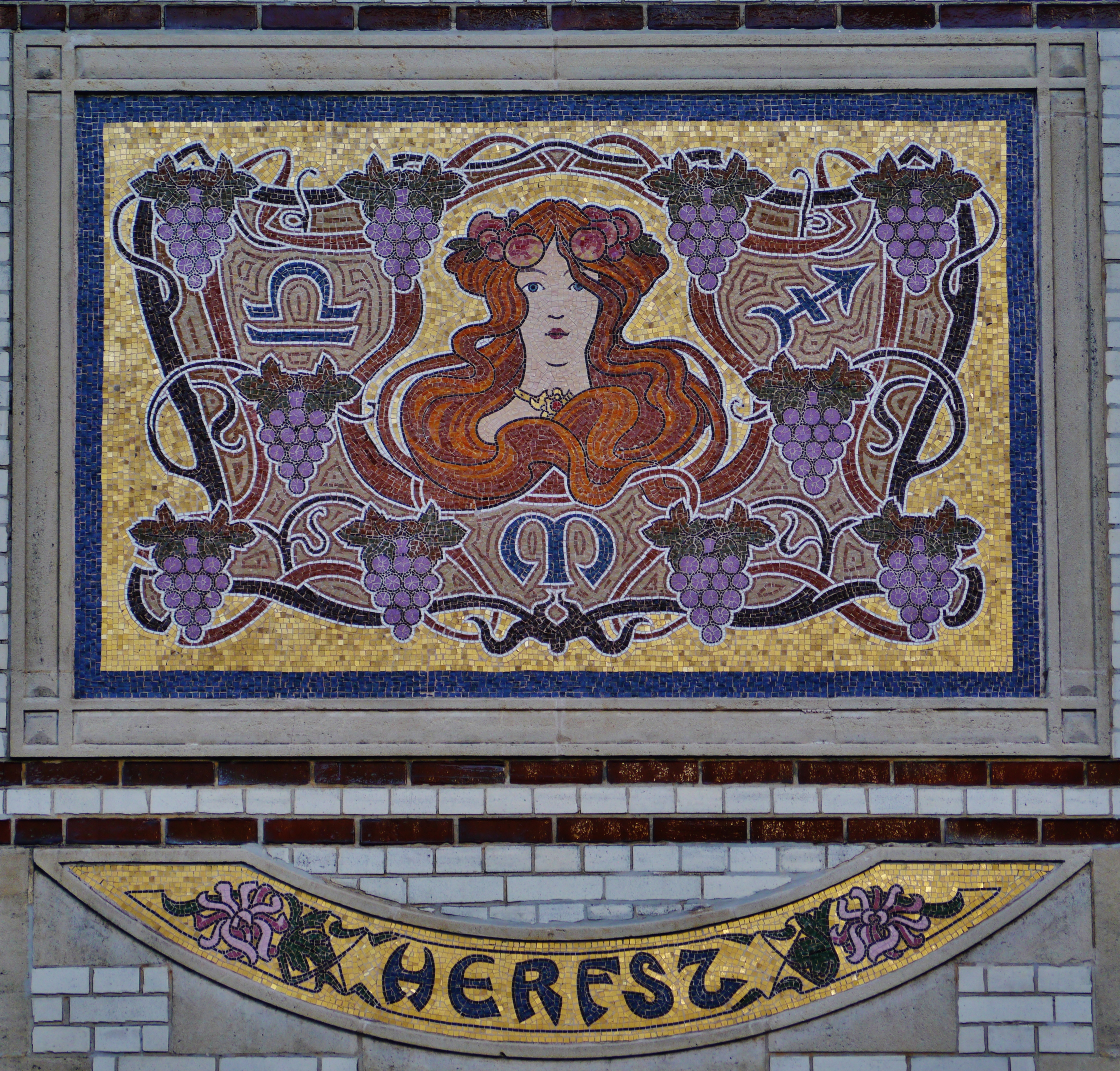
Alegorie podzimu, Antverpy kolem 1900